# 莫林河
莫林河，位于中华人民共和国内蒙古自治区巴彦淖尔市乌拉特后旗中部地区的一条河流，发源于呼和温都尔镇查干温都尔嘎查东南冈嘎山顶，蜿蜒向西北流，经塔斯日亥、哈布其盖、古力日洪格勒、呼热扎德盖、乌兰额热格、查其、获各琦苏木满都拉嘎查、莫林嘎查、牧仁、昆都仑、刀日苏亥、哈登胡拔、川井、哈日尚德等地后汇入阿拉善戈壁。河长约135千米，集水面积5800平方千米，河道平均比降约6‰。全河大部分为干河，下游无正式河床，或者消失在沙丘中。
在2022年乌拉特后旗划定主要河道和湖泊管理范围的公告中，莫林河右岸和左岸管理范围划界长度均为136.06千米。